# Seignelay Colbert de Castlehill
Pour les articles homonymes, voir Colbert.
Pour les autres membres de la famille, voir Famille Colbert.
Seignelay Colbert de Castlehill, né le 13 août 1735 à Inverness (Écosse) et mort le 15 juillet 1811 à Londres, est un homme d'Église et homme politique français, d'origine écossaise, des XVIIIe et XIXe siècles.
Le prénom Charles est une invention tardive du dictionnaire de biographie française. Dans les très nombreuses lettres qu'il a écrites dans sa vie, Colbert de Castlehill a toujours signé Seignelay, un prénom que sa famille écossaise lui avait donné pour signifier leur parenté avec les Colbert de France.

## Biographie
Originaire de Castle hill, c'est-à-dire le quartier autour de la colline de la fortification d'Inverness, le jeune écossais fut envoyé en France dès son jeune âge. Il appartient à la famille écossaise des Cuthbert de Castlehill (en). Cette famille était de confession presbytérienne. Des généalogistes avaient fait croire à Jean-Baptiste Colbert qu'il descendait de cette famille, ce qu'avaient confirmé les Cuthbert, soucieux de se rapprocher du grand ministre de Louis XIV, établissant ainsi des liens entre ces deux familles largement mythiques. Il entra dans les ordres et fut nommé vicaire général du diocèse de Toulouse par Loménie de Brienne. Il devint abbé commendataire de l'abbaye du Val-Richer, et tardivement de celle de Sorèze,
Le 28 janvier 1781, il succéda à Champion de Cicé, comme évêque de Rodez. Il fonda dans cette ville des conférences d'agriculture, une école d'ingénieurs, un cours d'accouchement, améliora les routes, dota Villefranche d'un quai et d'une promenade, Millau d'une esplanade et d'un lavoir, se fit remarquer par son goût pour les sciences, et devint membre de l'académie de Montauban.
Président de l'assemblée provinciale de la Haute-Guienne, réunie à Villefranche, il fut appelé par Louis XVI aux deux assemblées des notables.

Le 21 mars 1789, il fut élu par la sénéchaussée de Rodez député du clergé aux États généraux. Tout d'abord, il inclina du côté du tiers état, se prononça pour la réunion des trois ordres, et fut un des sept évêques qui, dans la séance du 22 juin, vinrent déposer leurs pouvoirs sur le bureau de l'Assemblée nationale. 

« Cette démarche, dit une biographie, donna à Colbert une grande popularité, et il fut porté en triomphe, le 25 juin, dans les rues de Versailles, par le peuple qui la veille avait poursuivi de ses huées l'archevêque de Paris, de Juigué. »

Il fut nommé commissaire de la salle des séances (questeur), et fit partie des comités du règlement et de l'extinction de la mendicité. Dans la discussion relative aux dîmes ecclésiastiques, il se prononça pour le maintien du statu quo. D'autre part, au nom du comité des recherches, il opina favorablement à une demande de la commune de Paris, tendant à obtenir l'autorisation de pénétrer dans le palais de Versailles pour l'instruction relative aux événements des 5 et 6 octobre. Colbert-Seignelay parla encore sur l'organisation communale et départementale, et appuya l'institution des cantons.
Le projet de constitution civile du clergé le rejeta parmi les partisans de l'Ancien Régime : il refusa le serment, s'associa dès lors à toutes les protestations de la droite, et, après la session de la Constituante. Son clergé en Aveyron sera aussi particulièrement réfractaire : sur 1 011 prêtres, seulement 120 seront jureurs après la condamnation du serment par le pape en 1792.
Il se décida à émigrer. Il se rendit à Londres, où il passa le reste de ses jours, refusant de rentrer en France en 1802, résistant aux propositions du pape qui demandait aux évêques de se démettre de leur siège afin de pouvoir traiter avec le gouvernement français. Colbert refuse le Concordat signé entre Napoléon Ier et le pape Pie VII. Il provoque alors un schisme qui aboutit à la création de la Petite Église. Plusieurs communautés de l'Aveyron, du Lot et du Cantal se joignent à celle-ci.
Seignelay Colbert de Castle-Hill serait devenu secrétaire de Louis XVIII, ce qui parait très improbable compte tenu que Louis XVIII ne se réfugia en Angleterre qu'en novembre 1808.

## Armoiries
| Blason | Blasonnement : Écartelé : aux I et IV, d'or, à la bordure nébulée d'argent sur azur, le champ ch. d'une aigle de gueules, becquée et membrée d'azur (de Fürstenberg), ch. sur l'estomac d'un écusson écartelé : aux 1 et 4, de gueules, au gonfanon d'argent (Werdenberg) ; aux 2 et 3, d'argent, à la bande vivrée de sable (Heiligenberg) ; aux II et III, contre-écartelé : aux 1 et 4 d'argent au lion de gueules couronné d'or (Goyon) ; aux 2 d'azur à trois fleurs de lys d'or, au lambel d'argent en chef et bâton d'argent brochant (Orléans-Longueville) ; au 3, d'azur à trois fleurs de lys d'or, au bâton de gueules brochant (Bourbon) ; sur le tout d'or, à une couleuvre ondoyante en pal d'azur (de Colbert). |

## Lignée épiscopale
1. Seignelay Colbert de Castle Hill (1781)
2. Étienne-Charles de Loménie de Brienne (1761)
3. Paul d'Albert de Luynes (1729)
4. l'archevêque Louis de La Vergne-Montenard de Tressan (archevêque de Rouen) (1718)
5. Olivier Jégou de Kervilio (1694)
6. l'archevêque Jean-Baptiste-Michel Colbert de Saint-Pouange (1675)
7. l'archevêque Charles-Maurice Le Tellier (1668)
8. Antonio Barberini (Jr.), O.S.Io.Hieros. (1655)
9. l'archevêque Giovanni Battista Scanaroli (1630)
10. Luigi Caetani (1622)
11. Ludovico Ludovisi (1621)
12. l'archevêque Galeazzo Sanvitale (1604)
13. Girolamo Bernerio, O.P. (1586)
14. Giulio Antonio Santorio (1566)
15. Scipione Rebiba